# Leif Andersson (biatleta)
Bo Leif Andersson (Finspång, 26 aprile 1961) è un ex biatleta svedese.

## Carriera
Ha rappresentato la Svezia ai Giochi olimpici di Sarajevo 1984, Calgary 1988, Albertville 1992 e Lillehammer 1994. Ad Albertville ha vinto la medaglia di bronzo nella stafetta 4 x 7,5 chilometri con i compagni di nazionale Ulf Johansson, Tord Wiksten e Mikael Löfgren.

## Palmarès
- Giochi olimpici invernali

Albertville 1992: bronzo nella stafetta 4 x 7,5 chilometri